# Lilian Suzette Gibbs
Pour les articles homonymes, voir Gibbs.
Lilian Suzette Gibbs est une botaniste britannique, née le 10 septembre 1870 à Londres et morte le 30 janvier 1925 à Santa Cruz de Ténérife.
Elle travaille au British Museum et est la première femme à avoir fait l’ascension du mont Kinabalu en 1910.